# Facundo Medina
Facundo Medina (Buenos Aires, 1999. május 28. –) argentin válogatott labdarúgó, a francia Lens hátvédje.

## Pályafutása

### Klubcsapatokban
Medina az argentin fővárosban, Buenos Airesben született. Az ifjúsági pályafutását a River Plate akadémiájánál kezdte.
2018-ban mutatkozott be a Talleres felnőtt keretében. 2020. július 2-án négyéves szerződést kötött a francia első osztályban szereplő Lens együttesével. Először a 2020. augusztus 23-ai, Nice ellen 2–1-re elvesztett mérkőzésen lépett pályára. Első gólját 2020. szeptember 13-án, a Lorient ellen idegenben 3–2-es győzelemmel zárult találkozón szerezte meg.

### A válogatottban
Medina az U20-as és az U23-as korosztályú válogatottakban is képviselte Argentínát.
2020-ban debütált a felnőtt válogatottban. Először a 2020. október 13-ai, Bolívia ellen 2–1-re megnyert mérkőzés 89. percében, Lautaro Martínezt váltva lépett pályára.

## Statisztikák
2023. január 2. szerint
| Klub     | Szezon   | Osztály  | Bajnokság | Bajnokság | Kupa  | Kupa | Nemzetközi | Nemzetközi | Összesen | Összesen |
| Klub     | Szezon   | Osztály  | Meccs     | Gól       | Meccs | Gól  | Meccs      | Gól        | Meccs    | Gól      |
| -------- | -------- | -------- | --------- | --------- | ----- | ---- | ---------- | ---------- | -------- | -------- |
| Lens     | 2020–21  | Ligue 1  | 24        | 2         | 2     | 1    | —          | —          | 26       | 3        |
| Lens     | 2021–22  | Ligue 1  | 31        | 1         | 3     | 0    | —          | —          | 34       | 1        |
| Lens     | 2022–23  | Ligue 1  | 16        | 1         | 0     | 0    | —          | —          | 16       | 1        |
| Összesen | Összesen | Összesen | 71        | 4         | 5     | 1    | 0          | 0          | 76       | 5        |

### A válogatottban
| Válogatott | Év       | Pályára lépés | Gól |
| ---------- | -------- | ------------- | --- |
| Argentína  | 2020     | 1             | 0   |
| Argentína  | 2021     | 1             | 0   |
| Összesen   | Összesen | 2             | 0   |